# Sentimiento antijaponés

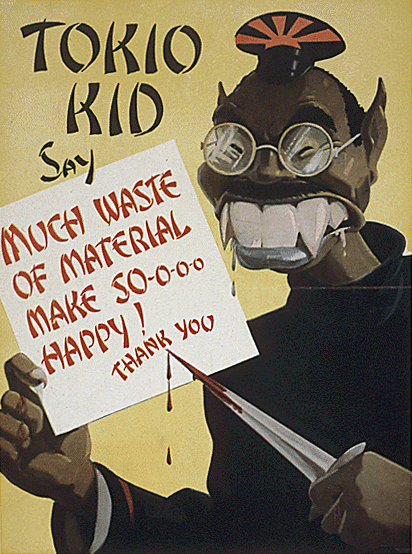
El sentimiento antijaponés se elevó en los Estados Unidos durante la Segunda Guerra Mundial. El gobierno subsidió la producción de pósteres de propaganda usando estereotipos exagerados.

El sentimiento antijaponés o japonofobia implica el odio, el rencor, la desconfianza, deshumanización, intimidación, miedo, hostilidad, o antipatía general hacia el pueblo japonés como grupo étnico o nacional, a Japón, a la cultura japonesa, o cualquier cosa japonesa. Algunas veces también se usa el término japonofobia.

## Información general
Los sentimientos antijaponeses van desde animadversión hacia las acciones del gobierno japonés y el desprecio por la cultura japonesa hasta la discriminación contra el pueblo japonés. Los sentimientos de deshumanización se han visto impulsados por la propaganda antijaponesa de los gobiernos aliados en la Segunda Guerra Mundial, esta propaganda era a menudo de carácter racista y peyorativa. El sentimiento antijaponés puede ser más fuerte en China, Corea del Norte y Corea del Sur.
En el pasado, el sentimiento antijaponés figuraba en insinuaciones de los japoneses como bárbaros. Japón tenía la intención de adoptar las costumbres occidentales en un intento de unirse a Occidente como una gran potencia imperial industrializada. El texto seminal de 1885 de Fukuzawa Yukichi, Dejando a Asia, esboza la base intelectual para la modernización y la occidentalización de Japón. La falta de aceptación de los japoneses en la integración occidental fue complicada y no la pudieron asimilar. Una opinión generalizada fue que los japoneses estaban en un estado evolutivamente inferior. La cultura japonesa fue vista con desconfianza e incluso con desprecio.
Mientras que las pasiones se han calmado un poco desde la derrota de Japón en la Segunda Guerra Mundial, los ánimos se encienden en algunas ocasiones, aun cuando el gobierno japonés ha hecho la penitencia para pagar por estas culpas, pero al parecer no son suficientes para algunos para las atrocidades que ellos llevaron a cabo en el pasado, o han tratado de encubrir la historia en cuanto a estos eventos.  Hoy en día, aunque el Gobierno japonés ha efectuado algunas medidas compensatorias, el sentimiento antijaponés continúa sobre la base de animosidades históricas y nacionalistas vinculada a la agresión militar imperial japonesa, especialmente crímenes de guerra cometidos en la Segunda Guerra Mundial. La demora de Japón en la limpieza de más de 700.000 unidades de armas químicas enterradas en China hacia el final de la Segunda Guerra Mundial, que representan una amenaza para la vida y el medio ambiente por su potencial contaminante (según el Gobierno de Japón) es otra causa del sentimiento antijaponés.
Periódicamente, los individuos dentro de Japón estimulan la crítica externa. El ex primer ministro Junichiro Koizumi fue muy criticado por Corea del Sur y China por rendir anualmente un homenaje a los caídos en el Santuario Yasukuni, que se consagra a todos los que lucharon y murieron por el Japón durante la Segunda Guerra Mundial, incluyendo 1.068 criminales de guerra. Los grupos nacionalistas de derecha han producido libros de texto de historia suavizando las atrocidades japonesas, y las controversias recurrentes sobre estos libros en ocasiones lograron atraer la atención hostil extranjera.
Algunos sentimientos antijaponeses se originan en las prácticas comerciales utilizadas por algunas empresas niponas, como el dumping, pese a ser una práctica generalizada y no propia únicamente de Japón.

## Por países

### Estados Unidos
En los Estados Unidos, el sentimiento antijaponés tuvo su inicio mucho antes de la Segunda Guerra Mundial. Ya en el siglo XIX, los inmigrantes asiáticos estaban sujetos a los prejuicios raciales en este país. Se aprobaron leyes que discriminaban abiertamente contra los asiáticos, y, a veces japoneses, en particular. Muchas de estas leyes decían que los asiáticos no podían convertirse en ciudadanos de los Estados Unidos y no podían sostener los derechos básicos, tales como la propiedad de la tierra. Estas leyes eran muy perjudiciales para los inmigrantes recién llegados, ya que muchos de ellos eran agricultores y no tuvo más opción que convertirse en trabajadores migrantes. Algunos citan la formación de la Liga de Exclusión Asiática como el comienzo del movimiento antijaponés en California.

#### Principios delsigloXX
El racismo antijaponés en California fue más xenofóbico después de la victoria japonesa sobre Rusia en la guerra ruso-japonesa. El 11 de octubre de 1906, en San Francisco, la Junta de Educación había aprobado un reglamento para que los niños de ascendencia japonesa, estuviesen obligados a asistir a escuelas separadas con segregación racial. En ese momento, los inmigrantes japoneses formados aproximadamente por el 1% de la población de California, muchos de ellos habían llegado en virtud del tratado en 1894, que había asegurado la libre inmigración de nipones.
La invasión japonesa de China en 1931 y la anexión de Manchuria, fue duramente criticado en Estados Unidos. Además, los esfuerzos de ciudadanos indignados por las atrocidades japonesas, como la Masacre de Nankín, dirigida a las llamadas para la intervención económica de Estados Unidos para alentar a Japón a salir de China, estas llamadas desempeñaron un papel en la política exterior estadounidense. Mientras que los informes más desfavorables de las acciones japonesas llegaron a la atención del gobierno estadounidense, los embargos de suministros de petróleo y otros fueron puestos en Japón, por la preocupación de la población china y para los intereses estadounidenses en el Pacífico. Además, la población estadounidense de origen europeo se convirtió en muy pro-China y anti-Japón, un ejemplo de ser una campaña popular para las mujeres a dejar de comprar medias de seda, ya que el material fue adquirido en Japón a través de sus colonias.
Cuando la segunda guerra sino-japonesa estalló en 1937, la opinión pública occidental fue decididamente a favor de China, con informes de testigos presenciales de los periodistas occidentales sobre las atrocidades cometidas contra los civiles chinos llevaron a fortalecer aún más la lucha contra sentimientos de Japón. Los sentimientos afroamericanos podrían ser muy diferente a la corriente principal, con organizaciones como el Movimiento Pacífico del Mundo Oriental (Pacific Movement of the Eastern World; PMEW) que prometió la igualdad y la distribución de la tierra bajo el dominio japonés. El PMEW tenía miles de miembros que se preparaban esperanzados por la liberación de la supremacía blanca, con la llegada del Ejército Imperial Japonés. Esto incluyó el almacenamiento y acumulación de armas.[cita requerida]

#### Durante la Segunda Guerra Mundial

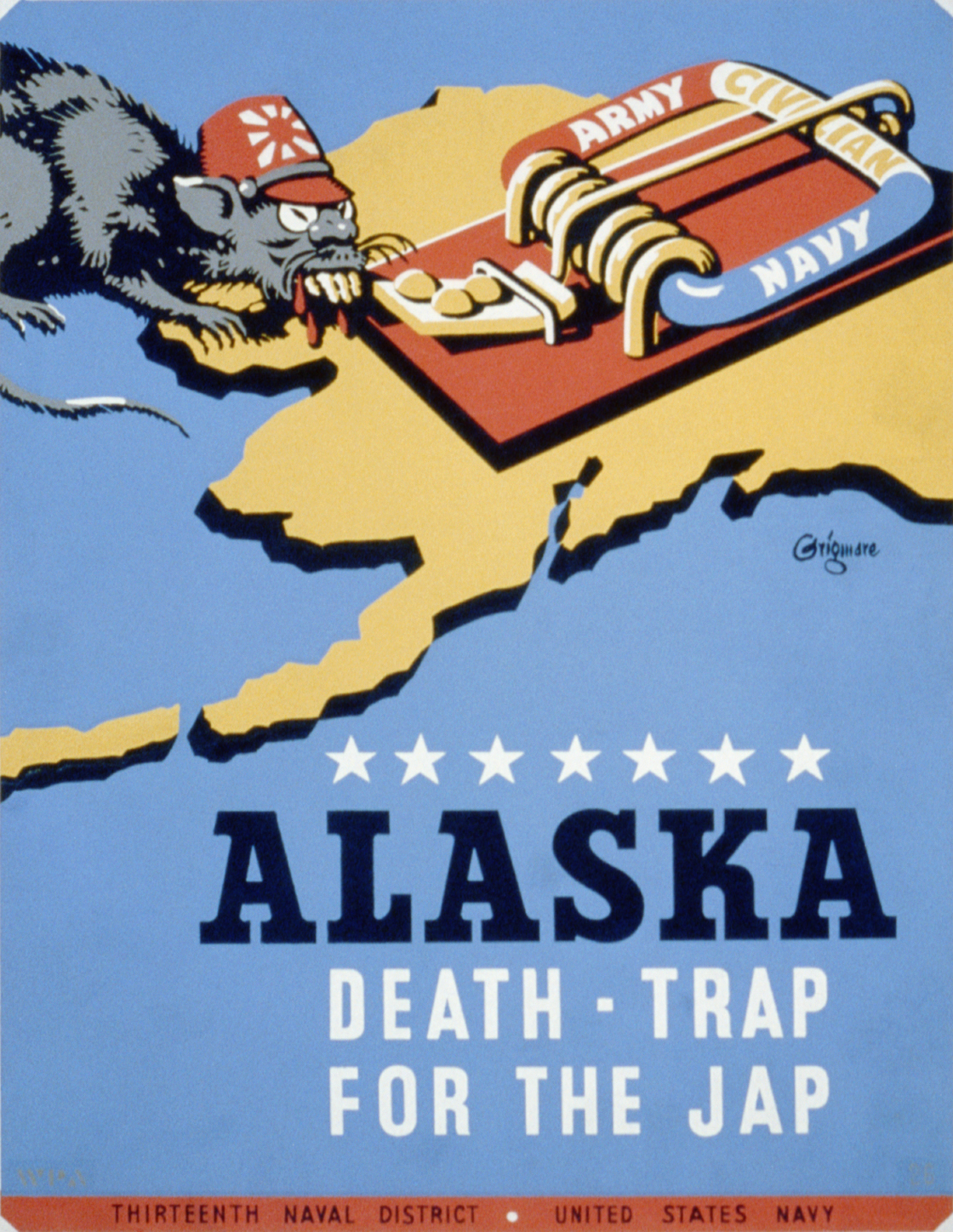
Un cartel de propaganda estadounidense - "Death-trap for the Jap." Trampa mortal para los japoneses.

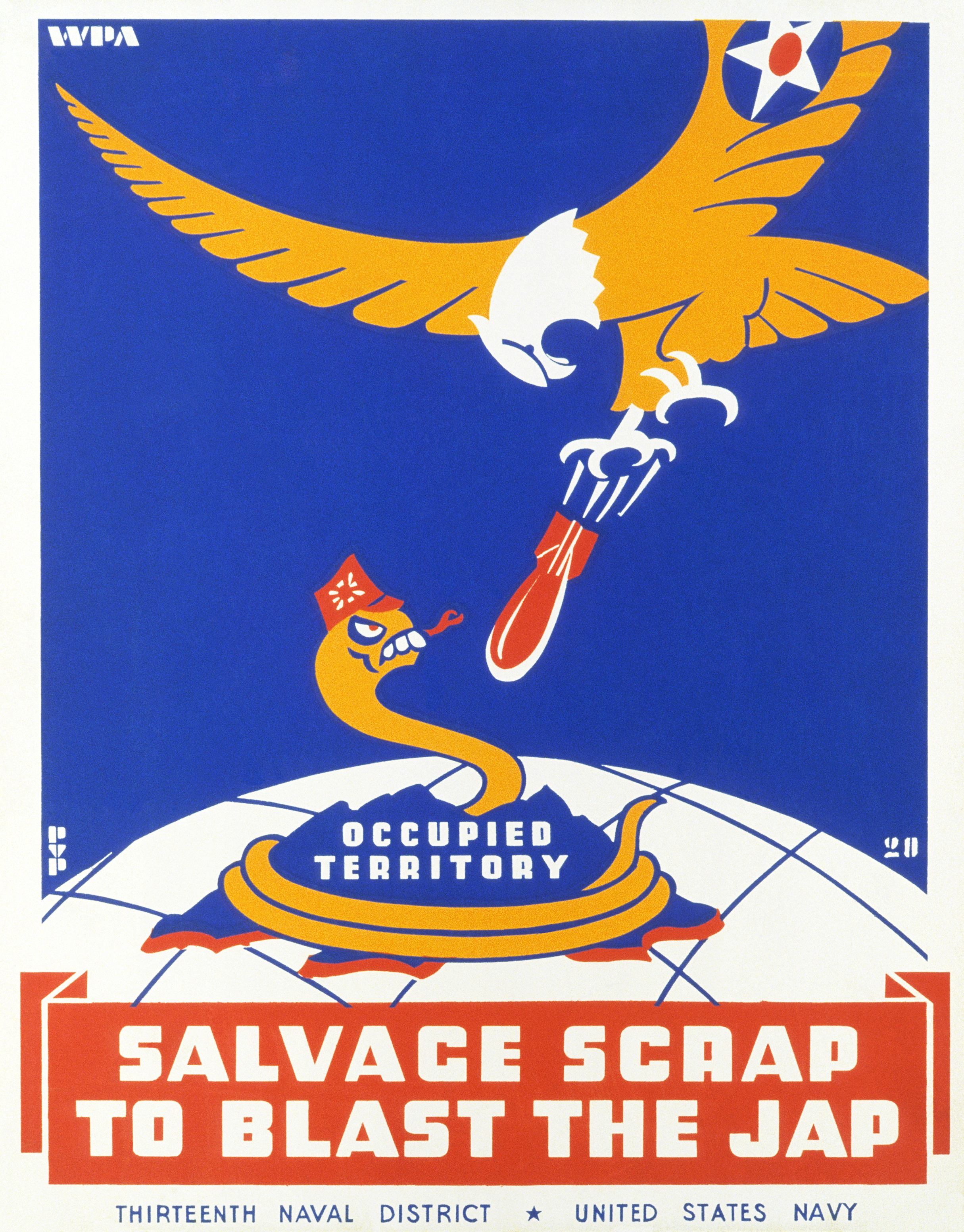
Un cartel de propaganda estadounidense de la Segunda Guerra Mundial produjo bajo la Works Progress Administration.

La causa más profunda de los sentimientos antijaponeses fuera de Asia tuvo su inicio en el ataque a Pearl Harbor. El ataque  japonés hizo entrar a los Estados Unidos en la Segunda Guerra Mundial.  Los estadounidenses estaban unidos por el ataque a la lucha contra el Imperio del Japón y sus aliados, Alemania nazi y la Italia fascista.
El ataque por sorpresa en Pearl Harbor antes de la declaración de guerra se presentó a la población estadounidense como un acto de traición y cobardía, a pesar de establecer un precedente histórico de esas operaciones militares. Tras el ataque, se repartieron muchas "Licencias de caza de japoneses", y la revista LIFE publicó un artículo sobre como distinguir a un chino de un japonés por la forma de la nariz y la estatura. Las actuaciones de los japoneses durante la guerra tampoco hicieron mucho por cambiar este sentimiento antijaponés, debido al maltrato que se le daba a los prisioneros de guerra; Se les asesinaba y se les usaba como mano de obra esclava. Además también contaban los ataques kamikaze a barcos aliados, las atrocidades de la isla Wake y otras, como la marcha de la Muerte de Bataán
La convicción de Estados Unidos que los japoneses eran subhumanos y animales, junto con la renuencia de éstos para tratar de rendirse a las fuerzas aliadas, contribuyó al hecho de que apenas 604 prisioneros japoneses viviesen en campamentos de prisioneros de guerra aliados para octubre de 1944.

#### Después de la Segunda Guerra Mundial
En las décadas de 1970 y 1980, la decadencia de la industria pesada en los Estados Unidos provocó despidos y desaceleraciones en las contrataciones justo cuando las empresas de contraparte en Japón estaban haciendo grandes avances en los mercados estadounidenses. En ninguna parte fue esto más visible que en la industria automotriz, donde los aletargados Tres Grandes (General Motors, Ford y Chrysler) vieron cómo sus antiguos clientes compraban importaciones japonesas de Honda, Subaru, Mazda y Nissan, una consecuencia la crisis del petróleo de 1973. El sentimiento antijaponés se manifestó en la destrucción pública ocasional de automóviles japoneses, y en el asesinato en 1982 de Vincent Chin, un chino-estadounidense asesinado a golpes cuando se le confundió con un japonés.
Otros acuerdos altamente simbólicos, incluida la venta de famosos símbolos comerciales y culturales estadounidenses como Columbia Records, Columbia Pictures, 7-Eleven y el edificio del Rockefeller Center a empresas japonesas, avivaron aún más el sentimiento antijaponés.
La cultura popular de la época reflejaba la creciente desconfianza de los estadounidenses hacia Japón. Películas de época futuristas como Back to the Future II y RoboCop 3 mostraban con frecuencia que los estadounidenses trabajaban precariamente bajo las órdenes de superiores japoneses. La película Blade Runner mostró un Los Ángeles futurista claramente bajo el dominio japonés (con una población y una cultura de mayoría japonesa), quizás una referencia al mundo alternativo presentado en El hombre en el castillo escrito por Philip K. Dick, el mismo autor en el que La película se basó, en la que Japón había ganado la Segunda Guerra Mundial. La crítica también fue presionada en muchas novelas de la época. El autor Michael Crichton escribió Rising Sun, un misterio de asesinato (que luego se convirtió en un largometraje) que involucra a hombres de negocios japoneses en los EE. UU. Del mismo modo, en el libro de Tom Clancy, Debt of Honor, Clancy implica que la prosperidad de Japón se debe principalmente a términos comerciales desiguales, y retrata Los líderes empresariales de Japón actuando en una camarilla hambrienta de poder.
Sin embargo, como argumentó Marie Thorsten, la japonofobia se mezcló con la japonofilia durante los momentos de mayor dominio económico de Japón durante la década de 1980. El miedo a Japón se convirtió en un punto de reunión para el tecnonacionalismo, el imperativo de ser el primero en el mundo en matemáticas, ciencias y otras medidas cuantificables de fuerza nacional necesarias para impulsar la supremacía tecnológica y económica. El notorio "ataque a Japón" tuvo lugar junto con la imagen de Japón como sobrehumano, imitando de alguna manera la imagen de la Unión Soviética después de que lanzó el primer satélite Sputnik en 1957: ambos eventos centraron la atención en la educación estadounidense. Los burócratas estadounidenses impulsaron deliberadamente esta analogía. En 1982, Ernest Boyer, un ex comisionado de Educación de Estados Unidos., Declaró públicamente que "Lo que necesitamos es otro Sputnik" para reiniciar la educación estadounidense, y que "tal vez lo que deberíamos hacer es lograr que los japoneses pongan un Toyota en órbita. "Japón era tanto una amenaza como un modelo para el desarrollo de recursos humanos en la educación y la fuerza laboral, fusionándose con la imagen de los estadounidenses de origen asiático como la "minoría modelo".

### China

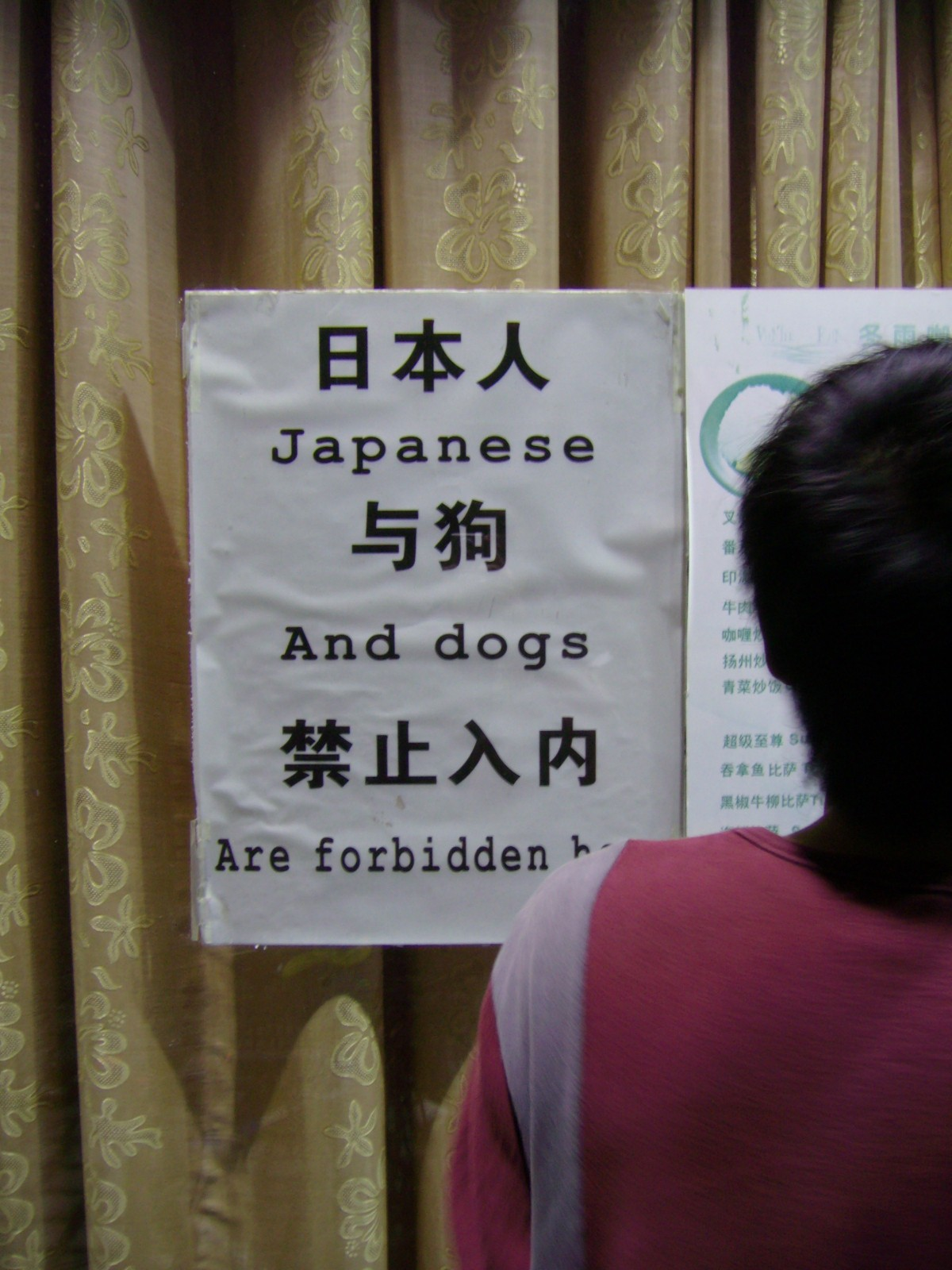
Cartel en un restaurante de Cantón, China.

El sentimiento antijaponés es muy fuerte en China y es un fenómeno que en su mayoría se remonta a los tiempos modernos (post-1868). Al igual que muchas potencias occidentales durante la época del imperialismo, Japón negoció tratados que a menudo resultaron en la anexión de territorios chinos hacia el final de la dinastía Qing. El descontento con los asentamientos de Japón y las Veintiuna exigencias por el gobierno japonés llevó a un serio boicot de productos japoneses en China.
Hoy en día, la amargura en China persiste por las atrocidades de la segunda guerra sino-japonesa y las acciones del Japón de posguerra (en particular la aparente falta de un reconocimiento directo de estas atrocidades y el revisionismo histórico de Japón en los libros de texto), y es atizada por el gobierno chino para fines políticos. En los libros de texto chinos todavía hay muchos problemas respecto a esto, y el sentimiento antijaponés es aún muy fuerte en China.

### Corea
La cuestión de sentimiento antijaponés en Corea es compleja y multifacética. Las actitudes antijaponesas en la península de Corea se remontan tan atrás como las incursiones piratas japonesas y las invasiones japonesas de Corea (1592-1598), pero son en gran medida un producto de la ocupación japonesa de Corea a partir de 1910-1945, y el revisionismo posterior en los libros de historia utilizados en el sistema educativo de Japón. Hoy en día, temas como la controversia de los textos de historia de Japón, la política japonesa acerca de la Segunda Guerra Mundial, y las disputas geográficas entre Japón y Corea, parecen perpetuar este sentimiento, y estos temas suelen tener grandes controversias entre los usuarios de Internet japonés y coreano. Corea, junto con China, puede ser considerado como uno de los más intensamente antijaponeses en el mundo. De todos los países que participaron en la BBC World Service Poll en 2007 y 2009, Corea del Sur y la República Popular China son los únicos cuyas mayorías califican a Japón negativamente.

### Taiwán
Durante las manifestaciones antijaponesas en el este de Asia de 2005, Taiwán siguió siendo notablemente más silencioso que la República Popular China o Corea, con las relaciones Taiwán-Japón consideradas en su punto más alto. Con el KMT obteniendo una mayoría parlamentaria en 2008, seguido por un accidente de navegación donde murieron taiwaneses, se han creado tensiones recientes. Los funcionarios taiwaneses empezaron a hablar sobre disputas territoriales históricas respecto a las islas Diaoyutai/Senkaku, resultando en un incremento del sentimiento antijaponés.

### Australia
En Australia, la política de la Australia Blanca se inspiró en parte en los temores de finales del siglo XIX de que si se permitía un gran número de inmigrantes asiáticos, tendrían un efecto severo y adverso en los salarios, los ingresos de los pequeños empresarios y otros elementos del estándar de vivir. Sin embargo, un número significativo de inmigrantes japoneses llegó a Australia antes de 1900 (quizás lo más significativo en la ciudad de Broome). A fines de la década de 1930, los australianos temían que la fuerza militar japonesa pudiera conducir a la expansión en el sudeste asiático y el Pacífico, tal vez incluso a una invasión de la propia Australia. Esto resultó en una prohibición de las exportaciones de mineral de hierro al Imperio de Japón, a partir de 1938. Durante la Segunda Guerra Mundial, con frecuencia se cometieron atrocidades contra los australianos que se rindieron (o intentaron rendirse) a los soldados japoneses, la más famosa fue la decapitación ritual de Leonard Siffleet, que fue fotografiado, así como incidentes de canibalismo y derribo de pilotos que habían saltado en paracaídas. Los sentimientos antijaponeses fueron provocados especialmente por el hundimiento del buque hospital desarmado Centaur (pintado de blanco y con las marcas de la Cruz Roja), con 268 muertos. El trato a los prisioneros de guerra australianos también fue un factor, con más de 2800 prisioneros de guerra australianos muriendo solo en el ferrocarril de Birmania.

### Filipinas

Cartel de propaganda con un recorte de periódico que menciona la Marcha de la Muerte de Bataán en 1942, que fue distribuido y provocó indignación en todo el mundo.

El sentimiento antijaponés se remonta a la Segunda Guerra Mundial, y las secuelas de la guerra, donde se estima que un millón de filipinos, de una población de 17 millones durante la guerra, fueron asesinados durante la guerra, y muchos más heridos. Casi cada familia filipina se vio afectada por la guerra en algún nivel. Lo más notable en la ciudad de Mapanique, los sobrevivientes relatan la ocupación japonesa con los hombres filipinos siendo masacrados y decenas de mujeres siendo conducidas para ser usadas como esclavas sexuales. Hoy en día, Filipinas considera que las relaciones con Japón no son antagónicas. Además, los filipinos generalmente no se sienten tan ofendidos como los chinos o los coreanos por el hecho de que a estas atrocidades se les da poca o ninguna atención en las clases japonesas. Esto es el resultado de la enorme ayuda japonesa enviada al país en las décadas de 1960 y 1970.

### Otros países
Muchas personas [¿quién?] en países que fueron Aliados durante la Segunda Guerra Mundial continúan haciendo campaña para obtener una compensación por ser objeto de trabajo forzoso, desnutrición, enfermedades prevenibles y otras dificultades, como prisioneros de guerra de Japón durante la Segunda Guerra Mundial. De hecho, debido a la dura política del gobierno japonés en los territorios coloniales japoneses durante la Segunda Guerra Mundial, todavía hay muchos ciudadanos en la antigua tierra colonial japonesa (generalmente en Asia Oriental y Asia Sudoriental). En la moderna Europa y América, el sentimiento antijaponés a menudo proviene de dos raíces, y la primera de las dos proviene de la política estadounidense sobre la guerra de Irak. De hecho, Junichiro Koizumi, el primer ministro de Japón precedido por Yoshiro Mori, decidió desplegar las Fuerzas de Autodefensa de Japón en Irak. Dado que esta fue una de las tropas extranjeras más grandes en Irak, y la primera misión militar japonesa en zonas de guerra extranjeras activas después del final de la Segunda Guerra Mundial, muchas personas en contra de la guerra llamaron a Japón como el perro de George W. Bush.
 Además, el sentimiento antijaponés a veces proviene del sentimiento anti-asiático, que incluye el boicot de productos chinos, la hostilidad hacia la cultura y la distinta educación de otros países asiáticos. Sin embargo, estos temas provocaron una gran disputa en línea entre los usuarios de Internet coreanos y japoneses, especialmente cuando una de las celebridades coreanas dijo en la televisión: "Si haces algo malo en países extranjeros, finge que eres un turista japonés". Cuando los internautas japoneses criticaron este comentario, los internautas coreanos también criticaron el comentario de Shintaro Ishihara, el gobernador de Tokio, quien calificó a los chinos y coreanos como sangokujin ("tercer país nacional") oficialmente en la televisión..
En Rusia, la victoria japonesa en la guerra ruso-japonesa en 1905 detuvo las ambiciones imperiales de Rusia en el Oriente. Más tarde, durante la guerra civil rusa, Japón era parte de las fuerzas occidentales intervencionistas que ayudaron a ocupar Vladivostok hasta octubre de 1922 con un gobierno títere Blanco bajo Grigorii Semenov. Al final de la Segunda Guerra Mundial, el Ejército soviético capturó cerca de 600.000 prisioneros de guerra japoneses en su invasión de Manchuria. De éstos, 473.000 fueron repatriados, 55.000 murieron en cautiverio soviético y el destino del resto se desconoce. Presumiblemente, muchos fueron deportados a China o Corea del Norte para servir como trabajadores forzados y soldados.